# USS Toledo (CA-133)
O USS Toledo foi um cruzador pesado operado pela Marinha dos Estados Unidos e a décima segunda embarcação da Classe Baltimore. Sua construção começou em setembro de 1943 na New York Shipbuilding Corporation e foi lançado ao mar em maio de 1945, sendo comissionado na frota norte-americana em outubro do ano seguinte. Era armado com uma bateria principal composta por nove canhões de 203 milímetros montados em três torres de artilharia triplas, tinha um deslocamento carregado de mais de dezessete mil toneladas e alcançava uma velocidade máxima de 33 nós.
O Toledo teve um início de carreira relativamente tranquilo em que passou a maior parte de seu tempo realizando treinamentos e exercícios de rotina. Ele fez uma viagem ao redor do mundo em 1947, visitando portos no Mar Mediterrâneo, Oceano Índico e Sudeste Asiático. No ano seguinte fez outra viagem pelo Oceano Índico e em seguida navegou para a China, onde prestou auxílio para as forças nacionalistas chinesas enquanto estas evacuavam para Taiwan. Depois disso passou um período em casa seguido por uma viagem de serviço no Sudeste Asiático.
A Guerra da Coreia começou em junho de 1950 e o Toledo foi rapidamente enviado para participar do conflito. Foi colocado principalmente para atuar em ações de bombardeio litorâneo e suporte de artilharia para as tropas das Nações Unidas em terra, fazendo várias viagens de serviço para a zona de conflito até 1953. O cruzador depois disso retomou sua rotina anterior de períodos de exercícios nos Estados Unidos, alternada com períodos de serviço no Sudeste Asiático. Ele foi descomissionado em maio de 1960 e mantido na Frota de Reserva até ser desmontado em 1974.